# La Crau
 La Crau  es una población y comuna francesa, que se encuentra en la región de Provenza-Alpes-Costa Azul, departamento de Var, en el distrito de Toulon. Es el chef-lieu del cantón de su nombre.
Se formó en 1853 a partir de Hyères.

## Demografía
| ... | ... | ... | ... | ... | ... | ... | ... | 2 381 | 2 553 | 2 634 | 2 730 | 2 745 | 2 891 | 3 047 | 3 028 | 3 187 | 3 321 | 3 316 | 3 341 | 3 036 | 3 257 | 3 483 | 3 843 | 3 993 | 4 280 | 4 802 | 5 308 | 5 772 | 8 877 | 11 257 | 14 509 | 16 152 |
| Para los censos de 1962 a 1999 la población legal corresponde a la población sin duplicidades (Fuente: INSEE [Consultar]) |     |     |     |     |     |     |     |       |       |       |       |       |       |       |       |       |       |       |       |       |       |       |       |       |       |       |       |       |       |        |        |        |